# Culinária de Castela e Leão
A culinária de Castela e Leão refere-se a pratos e ingredientes típicos da região de Castela e Leão na Espanha. A cozinha é conhecida por seus pratos cozidos ("guisos") e o seus pratos assados ("asados"), seus vinhos de alta qualidade, a variedade de suas sobremesas, suas salsichas, e seus queijos. Em adição, em certas aréas de Castela e Leão, pode se encontrar produções importantes de maçãs e etc.

### Denominaciones de Origen
- D. O. Ribera del Duero
- D. O. Cigales
- D. O. Rueda
- D. O.